# GIZA studio
GIZA studio는 일본 오사카부 오사카시에 위치한 빙그룹 산하의 음반사이다. 1998년 9월 1일 오사카 신사이바시에 설립된 메이저 레이블이다.

## 소속 음악가
- Caos Caos Caos
- doa
- Chicago Poodle
- 오노 아이카

### 이적한 음악가
- 쿠라키 마이 (2007년 노던 뮤직으로 이적)
- 카미키 아야 (2009년 에이벡스 트랙스로 이적)

### 소속했던 음악가
- 코마츠 미호 (2009년 활동 중지)
- 키타하라 아야코 (2011년 은퇴)
- 이와타 사유리 (2008년 활동 중지, 배우로 활동)
- 쥬얼리 (2005년 9월부로 일본 활동 중지, 2015년 해체)
- 가넷 크로우 (2013년 해체)
- 사에구사 유카 IN db (2010년 해체)
- 아이우치 리나
- Naifu (2009년 해체)
- 핑크 잉크 (2009년 해체)

## 같이 보기
- B ZONE